# Ratssilber

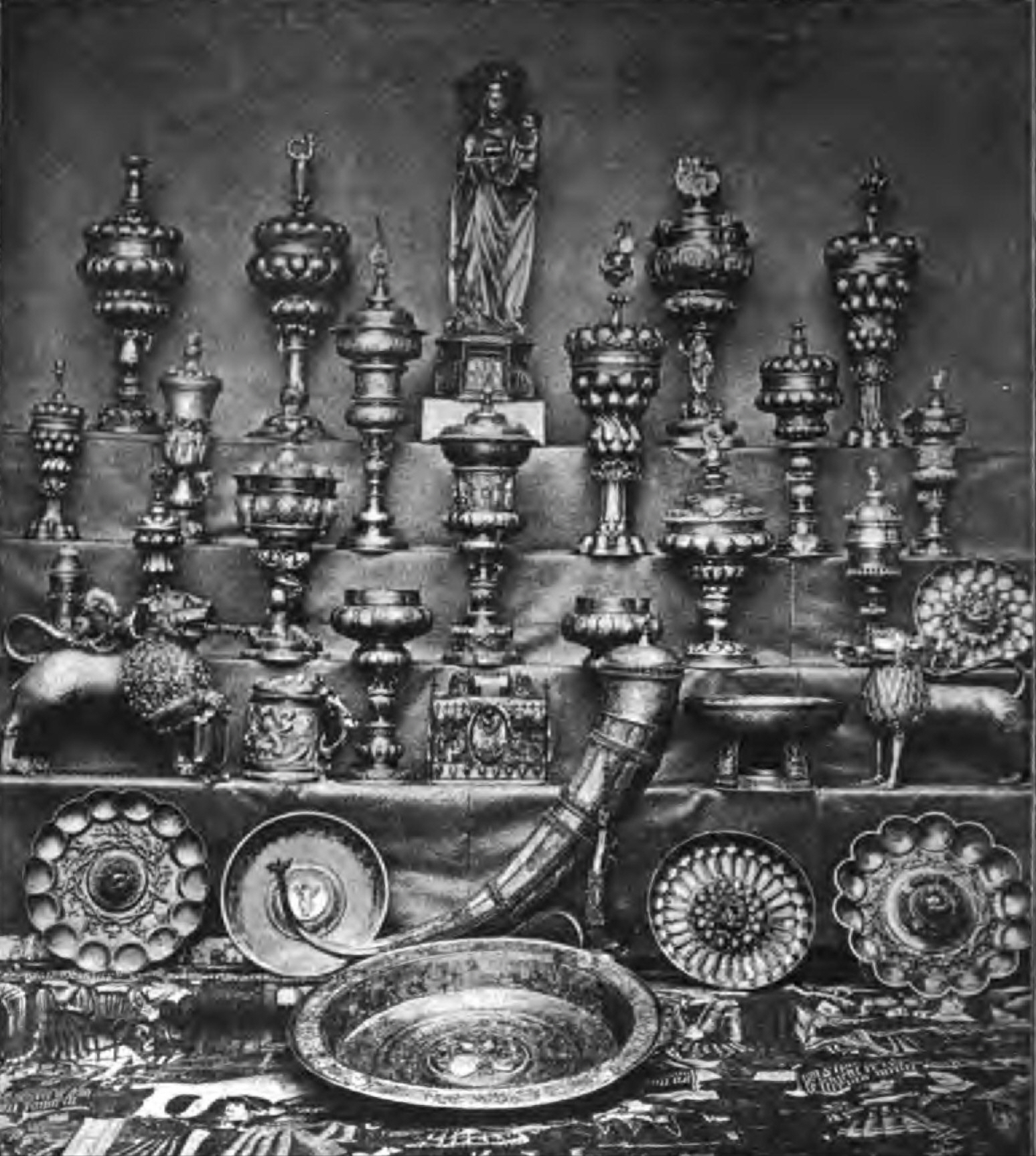
Aufstellung von Galvanokopien des Ratssilbers im Lüneburger Rathaus, historisches Foto um 1900

Zum Ratssilber (nur Singular) zählt man im engeren Sinne das prunkvolle Trink- und Speisegeschirr aus Edelmetall, einschließlich der Tafelzier und der silbernen Besteckteile, im Weiteren auch das übrige Gerät aus (auch vergoldetem) Silber, wie Insignien, zur Eidesleistung bestimmte Reliquiare, Schilde, Spielmannsabzeichen und Botenbüchsen, die den städtischen, zur Repräsentation im jeweiligen Rathaus bestimmten, oft schon seit dem späten Mittelalter historisch gewachsenen Silberbesitz ausmachen. Bemerkenswert ist die Konzentration des Phänomens „Ratssilber“ auf deutsche und einige deutschschweizerische Städte.

## Geschichte
Wie die Idee des Hortes sich in Motiven der Sagenliteratur widerspiegelt und sich konkret in Kirchenschätzen und fürstlichen Schatzkammern manifestiert, so übernahmen auch die im Spätmittelalter sich von den jeweiligen Landesherrn emanzipierenden freien Städte diese Form der Zurschaustellung von Rang und Reichtum. Die frühesten Nachweise (Frankfurt, Hamburg, Köln) und auch das älteste heute noch erhaltene Objekt (Naumburg) stammen aus dem 14. Jahrhundert. Schon aus älteren Quellen geht hervor, dass der Erwerb überwiegend aus Stiftungen und Geschenken, teils aber auch auf städtische Rechnung erfolgte. Anhand überlieferter Inventare, die ältesten stammen von 1428 (Bremen), 1446 (Köln), und 1460 (Lübeck), kann man sich auch heute noch ein Bild von typischen spätgotischen Beständen, aber auch von neuzeitlichen Veränderungen und wechselnder Wertschätzung machen. Mittelalterliche Stücke haben nur ganz vereinzelt (Ingolstadt, Lüneburg), und noch seltener in den Rathäusern selbst überlebt. Während einige der bedeutendsten Ratssilberschätze aus süddeutschen Reichsstädten weitgehend verloren sind (Augsburg, Nürnberg, Ulm, Regensburg), haben sich bemerkenswerte kleinere Bestände gerade in norddeutschen Städten erhalten (Emden, Osnabrück, Mölln).
Aus den älteren Schätzen und Inventaren wird deutlich, welche Gefäßtypen in der Frühzeit zum Ratssilber gehörten: vor allem Becher, Kannen und Schalen. Seit dem 16. Jahrhundert spielen die Prunkpokale (Willkomme) eine dominierende Rolle, wie das Lüneburger, als das nach Alter, Umfang und künstlerischem Rang bedeutendste unter den erhaltenen Ratssilberensembles überdeutlich zeigt. Ein Ratssilberschatz stellte einen ständigen Vorrat für Geschenkzwecke dar, aus dem man sich für Gastgeschenke und Bestechungsgaben bediente. Silberstiftungen wurden daher oft mit der Bedingung verknüpft, dass die Spende „auf ewig“ im Rathaus verbleiben müsse. In der Neuzeit wurde es vielerorts Brauch, dass bei Amtswechseln die Ratsherren, sei es bei Eintritt (Bremen) oder bei Amtsaufgabe (Hamburg), ein silbernes Teil in den Schatz schenkten. Der Intention, das Gedächtnis des Stifters zu bewahren, dienten Inschriften und Wappen. Wie grundsätzlich bei Silberarbeiten ist spätestens seit der frühen Neuzeit die Werkstattherkunft anhand der eingestempelten Silbermarken zu erkennen; nicht immer, wie beispielsweise bei Gesandtschaftgeschenken an den Rat, stammen die Arbeiten aus der jeweiligen Stadt selbst. Unter alten Silbergefäßen wurden mitunter auch Gewichtsangaben eingraviert, sie waren ja zugleich Wertangaben und wurden in den Inventaren protokolliert. Da Silber „in Europa die Grundlage aller Währungen“ bildete, konnten die Prunkgeschirre und Kleinodien in Notzeiten auch „verpfändet, verkauft oder eingeschmolzen“ werden, um daraus beispielsweise neue Münzen zu prägen. Der Arbeitslohn an den Stücken entsprach in der Frühzeit nur einem Bruchteil ihres Edelmetallwertes. Wurden die großen Pokale in der frühen Neuzeit noch mehr zeremoniell als praktisch benutzt, so kamen nicht nur diese individuell gestalteten Schaugefäße mit ihrem nur geringen Gebrauchswert, sondern auch überhaupt silberne Becher und Pokale mancherorts im Laufe des 17. Jahrhunderts etwas aus der Mode, seit die Ratsherren lieber aus Gläsern tranken und sich häufig ein nach einheitlichem Muster gestaltetes Speiseservice wünschten (Bremen, Hamburg).
Im 18. Jahrhundert ist die Zeit für große zeremonielle Gesten vorbei. Neu erworben werden jetzt eher reine Gebrauchsgeräte wie Essgeschirre und Leuchter; Zugänge und Abgänge wechseln häufiger, Unmodisches wird eingeschmolzen, Porzellan und Fayence tritt bei der Tafelzier in Konkurrenz mit dem Silber. Manche Ratssilberbestände lagen als ungenutztes Kapital verborgen oder waren Gegenstand von Verpfändungen (Hamburg). Zu Anfang des 19. Jahrhunderts werden viele Ratssilberschätze teils völlig, teils bis auf wenige Einzelstücke aufgelöst (Hamburg, Köln, Nürnberg, Dortmund, Frankfurt). Die Mediatisierung der Freien Reichsstädte, die Kontributionen in den Napoleonischen Kriegen trugen dazu ebenso bei wie eine allgemeine Abkehr vom Zeremoniellen.
Nach 1870 setzt ein Umschwung ein. Aus neuem, gründerzeitlichem Reichtum, einem lokal gefärbten Nationalismus, einhergehend mit einem Historismus, der die allgemeine und lokale Geschichte aufarbeitet, seine Stile imitiert, die Stadtbilder restauriert und auftrumpfende neue Rathäuser errichtet, erwächst diese, die ganze Epoche prägende Inszenierung von Geschichte. Das Ratssilber sollte darin ein „Beleg für Generosität und Gemeinsinn und damit das Aushängeschild für das Erfolgsmodell der autonomen neuzeitlichen Stadt sein.“ Zu den wichtigen Anschaffungen gehören jetzt komplette Bestecksätze, gefertigt teilweise mit exklusiv entworfenen Prägestempeln (Bremen, Lübeck). Neu sind in den Ratssilberschätzen am Ende des Jahrhunderts die Tafelaufsätze, zunächst in Form von hoch aufgesockelten Schalen für Früchte oder Makartsträuße, dann oft denkmalhaft aufragende, mit Allegorien geschmückte Prunkstücke ohne jede Gebrauchsfunktion, im Jugendstil schließlich auch die Jardinière. Die tiefgreifende Stilmodernisierung im Kunsthandwerk um 1900 spiegelt sich nicht unbedingt in den Ausstattungsanschaffungen für die allenthalben neu errichteten Rathäuser wider, wo in Architektur und Tafelschmuck der Jugendstil nur halbherzig Anwendung findet (Hamburg, Bremen).

## Einzelne Ratssilberschätze

### Aachen
Nachdem durch die Verluste im Zweiten Weltkrieg von dem Ratssilber der Stadt Aachen lediglich das „Tintenfass des Teufels“ und der „Kronprinzenpokal“ erhalten geblieben waren, hatte sich eine Bürgerinitiative gebildet, durch die bisher mehr als 20 silberne Platzteller für das jährliche Krönungsmahl gestiftet werden konnten.

### Appenzell
Das sog. Ratssilber enthält Pokale und Kleinkunstwerke, die das Land Appenzell bei Staatsbesuchen geschenkt bekam, es wird im Kulturgüterschutzraum des Landesarchivs verwahrt.

### Bernkastel
Drei Pokale, einer davon aus dem Jahr 1661.

### Bremen
Zum Bremer Ratssilber gehören heute Stücke, die zwischen 1535 und 1912 entstanden sind. Die ältesten historischen Nachrichten stammen aus der Zeit kurz nach Fertigstellung des Rathausbaus von 1405. 1428 wurden 14 Teile, vorwiegend Schalen, inventarisiert. Die ältesten erhaltenen Teile kamen 1609 bei der Auflösung des Londoner Stalhofs an den Bremer Rat. Herausragend ist ein 1535/36 wohl nach Entwurf von Holbein dem Jüngeren getriebenes großes Becken. Zusammen mit einer Kanne bildet es den einzigen Rest nicht nur des Stalhofsilbers, sondern der gesamten Ausstattung dieses hansischen Handelshofes. 1642 kommt System in den sich zuvor wildwüchsig erweiternden Bestand. Bis 1681 wird „ein schön Silbergeschirr gezeuget“, über 260 einheitlich dekorierte Teller, Schüsseln, Löffel, Becher, Senfkannen, Salzfässer, Leuchter und Kohlebecken, finanziert durch eine feste Abgabe eines jeden neuen Ratmannes. 1684 entging einer Einschmelzungsaktion wegen eines geplanten Immobilienerwerbs nur das Stalhofsilber. 1878 werden für ein einheitliches Besteck letztmals alte Teile weggegeben, 1889 ein großer Tafelaufsatz angeschafft. Vier dekorative Schalen von Heinrich Vogeler (1902 und 1907) und ein Ensemble nach Rudolf Alexander Schröder für das Neue Rathaus markieren auch in Bremen das Ende der Geschichte deutscher Ratssilberschätze.
Die Stücke nach Holbein und Vogeler sind im Focke-Museum ausgestellt, eine weitere kleine Auswahl in der Oberen Rathaushalle. Zusammen mit dem Silber des Hauses Seefahrt bildet das Bremer Ratssilber Tischschmuck und Tafelgerät der alljährlichen Schaffermahlzeit.

### Dortmund
Mit Ausnahme eines 1745 geschenkten schlichten Bechers fehlen nicht nur alle bedeutenderen, sicher vorhanden gewesenen älteren Ratssilberteile, sondern auch jegliche Quellen darüber. 1899, im Jahr von Rathausumbau und Kaiserbesuch bekam das Rathaus wieder neues Silber durch Stiftungen von Stadträten und lokalen Korporationen. Herausragende Stücke sind: das Gastbuch mit Schreibzeug, der Kaiserbecher sowie weitere Becher und Leuchter. 1903 kam ein Tafelaufsatz hinzu, der allegorisch den Bergbau thematisiert, 1915 die zwei „Jahreszeitenschalen“. Einzelne Teile des Ratssilbers sind im Museum für Kunst und Kulturgeschichte Dortmund ausgestellt.

### Dresden
Der 67-teilige Dresdener Ratsschatz ging in den Wirren nach dem Kriegsende 1945 verloren. Zu DDR-Zeiten gelang die Rückführung von zwei Bechern und einem Abendmahlskelch. 2015 tauchte ein vergoldeter Pokal in Schiffsform des Nürnberger Goldschmieds Tobias Wolff aus dem 17. Jahrhundert im Kunstauktionshandel auf und konnte 2017 für das Stadtmuseum zurückerworben werden. Verhandlungen um ein fünftes Stück, angeblich ein Silberschild in nordamerikanischem Museumsbesitz, waren ebenfalls 2017 noch nicht abgeschlossen.

### Emden
Vier Pokale des 16. bis 17. Jahrhunderts aus Augsburg, Antwerpen und Lübeck, ein Trinkspiel in Form eines Segelschiffs sowie eine Handwaschgarnitur aus Straßburg bilden die ins Emder Landesmuseum verbrachten Reste des städtischen Silbers.

### Erfurt
1632 besaß der Rat einen Schatz von 127 Stücken im Gewicht von über 400 kg. Erhalten haben sich davon nur drei im neuen Stadtmuseum gezeigte Stücke: Die Weinkrause (ein Steinzeuggefäß in silberner Fassung) aus dem Jahre 1640, der als „türkische Jungfer“ bezeichnete Sturzbecher von 1566 und die beiden Fassbecher zum Ineinanderstecken von 1592.

### Frankfurt am Main
Repräsentationspflichten der alten Reichsstadt, in der seit dem Mittelalter die deutschen Könige gewählt wurden, verlangten nach entsprechend aufwändigem Tafelschmuck. Doch erst aus dem Jahr 1741 wissen wir Genaueres über eine umfangreiche Erwerbung aus solchem Anlass. 1796 wurde zur Beschaffung von Lösegeld, das die französische Besatzung zum Abzug bewegen sollte, der größte Teil eingeschmolzen. Vom alten Frankfurter Ratssilber sind daher nur noch Restbestände aus dem 18. Jahrhundert übrig: ein paar Leuchter, Teller, Schalen und Besteckteile. Zwischen 1899 und 1912 kam durch einzelne Bürgerstiftungen neben einem umfangreichen Tafelbesteck eine ganze Reihe von Tafelaufsätzen, Prunkpokalen und anderen Geschirrteilen wieder hinzu.

### Hamburg
Der viele hundert Teile, darunter allein über 70 individuell gefertigte Prunkstücke umfassende Schatz stammt im heutigen Zustand überwiegend aus den Jahren um 1900.
Der seit dem 15. Jahrhundert gewachsene Bestand hatte im 16. und 17. Jahrhundert einen bedeutenden Umfang angenommen, doch etablierte sich ein Brauch, bei pflichtgemäßer Einlieferung einer Zustiftung ein älteres Stück entnehmen zu dürfen. 1650 ist mit einem Inventarisierungsprotokoll ein tiefgreifender Bestandswechsel dokumentiert, uneinheitliche Einzelstücke wurden durch ein einheitliches Speiseservice ersetzt. 1805 wurden noch einmal 240 Einzelstücke inventarmäßig erfasst – um dann eingeschmolzen zu werden, die Barren waren vor den anrückenden Franzosen leichter in Sicherheit zu bringen. Nur drei Stücke blieben verschont. Mit der Rückwendung zu alten Traditionen im Historismus nehmen gegen Ende des Jahrhunderts die Schenkungen wieder zu. Tafelaufsätze, Prunkpokale und ein einheitliches Besteck (1894) ergänzen das Tafelgeschirr. Einen besonderen Schwerpunkt bilden die Werke des Ratsgoldschmieds Alexander Schönauer, der zwischen 1899 und 1914 fantasievolle, vom Jugendstil aber nur angehauchte, historisierende Arbeiten in das prächtige, 1897 fertiggestellte Hamburger Rathaus lieferte. Schiffsmodelle und maritime Allegorien bestimmen den bildlichen Schmuck der silbernen Tafelzier. Nach 1914 wurden keine nennenswerten Bestandsveränderungen mehr vorgenommen. 1940 jedoch ließ die Rathausverwaltung sämtliche auf jüdische Stifter bezogenen Gravuren auf 32 Silberstücken tilgen. 1997 wurden alle Inschriften wiederhergestellt.
Die Silberkammer im Hamburger Rathaus ist im Verlauf von Rathausführungen für die Öffentlichkeit zugänglich.

### Hannover

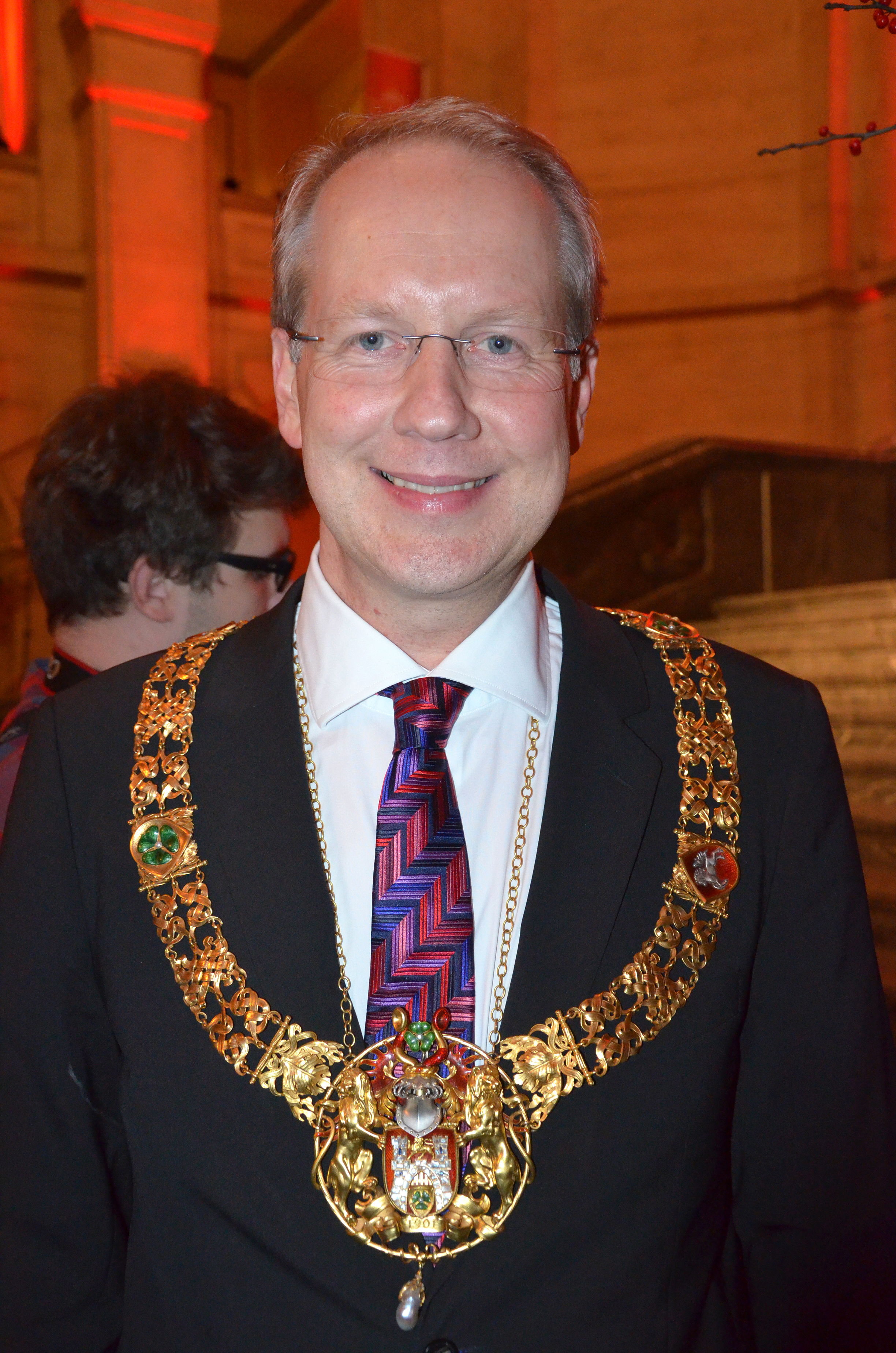
Stefan Schostok im Neuen Rathaus von Hannover mit der Amtskette des Oberbürgermeisters aus der Zeit des Deutschen Kaiserreichs

Vom älteren Ratssilber in Hannover ist nichts erhalten. Ein Inventar hatte 1608 noch 75 Objekte, überwiegend Trinkgefäße im Gesamtgewicht von 34,6 kg verzeichnet, darunter eine schwere Schale als Tafelaufsatz. Im Laufe des 17. Jahrhunderts kamen weitere Pokale und Kannen hinzu. Vornehme Bürger der Stadt konnten sich Teile für private Feste ausleihen.
Für den 1901 bis 1913 errichteten Rathausneubau schenkte der Goldschmied Carl Lameyer 1913 einen Deckelpokal. Auch die 1901 von Hermann Schaper angefertigte Amtskette kann zum Ratssilber gerechnet werden. 1940 wurden 151 Teile Tafelsilber aus unterschiedlichen Epochen im Wert von 13.315 RM, die kurz zuvor jüdischen Bürgern Hannovers entzogen worden waren in den Besitz des Rathauses überführt. Der Oberbürgermeister Henricus Haltenhoff bediente sich aus diesem Bestand für großzügige Geschenke an andere NS-Funktionäre. Die Reste sind seit Kriegsende verschollen.

### Ingolstadt
1813 wurde das Ratssilber der bayerischen Stadt auf staatlichen Druck hin versteigert. Fünf spätgotische Becher befinden sich in verschiedenen Museen, der Steinbockpokal im Metropolitan Museum of Art.

### Kassel
Das Ratssilber besteht heute neben dem barocken „Kasseler Willkom“ überwiegend aus Zugängen anlässlich des 1909 fertiggestellten Rathausneubaus.
Der mittelalterliche Ratsschatz enthielt 1498 mehrere „cleinode“. Ab 1577 wuchs das Silbergeschirr erheblich an, weil jeder neue Ratsherr einen Becher im Wert von 20 Gulden beizusteuern hatte. Ein bald nach 1677 protokolliertes Inventar zählt neben 70 Bechern noch andere aufwendig gestalteten Goldschmiedearbeiten des 16. Jahrhunderts auf, darunter den noch vorhandenen „Kasseler Willkomm“, einen Deckelhumpen mit reicher figürlicher Treibarbeit von 1658. Gefüllt mit Wein teilten sich ihn der alte und der neue Bürgermeister bei der jährlichen Amtsübergabe. 1910 entging der Humpen einem fast vollständigen Verkauf des Silberschatzes. Aus einer Nachbildung wird seit 2013 prominenten Gästen ein Willkommenstrunk angeboten.
Eine Erneuerung initiierte erst der Rathausneubau. 30 der 40 großen Objekte des Ratssilbers entstanden um 1909, darunter der auf mächtigem Sockel aufragende, vom Handels- und Gewerbeverein gestiftete Pokal nach Entwurf von Hermann Dürrich. Ihrer stilistischen Vielfalt stehen die acht neobarocken Arbeiten des Kasseler Goldschmieds F. W. Range als einheitlich dekorierte Gruppe gegenüber.

### Köln

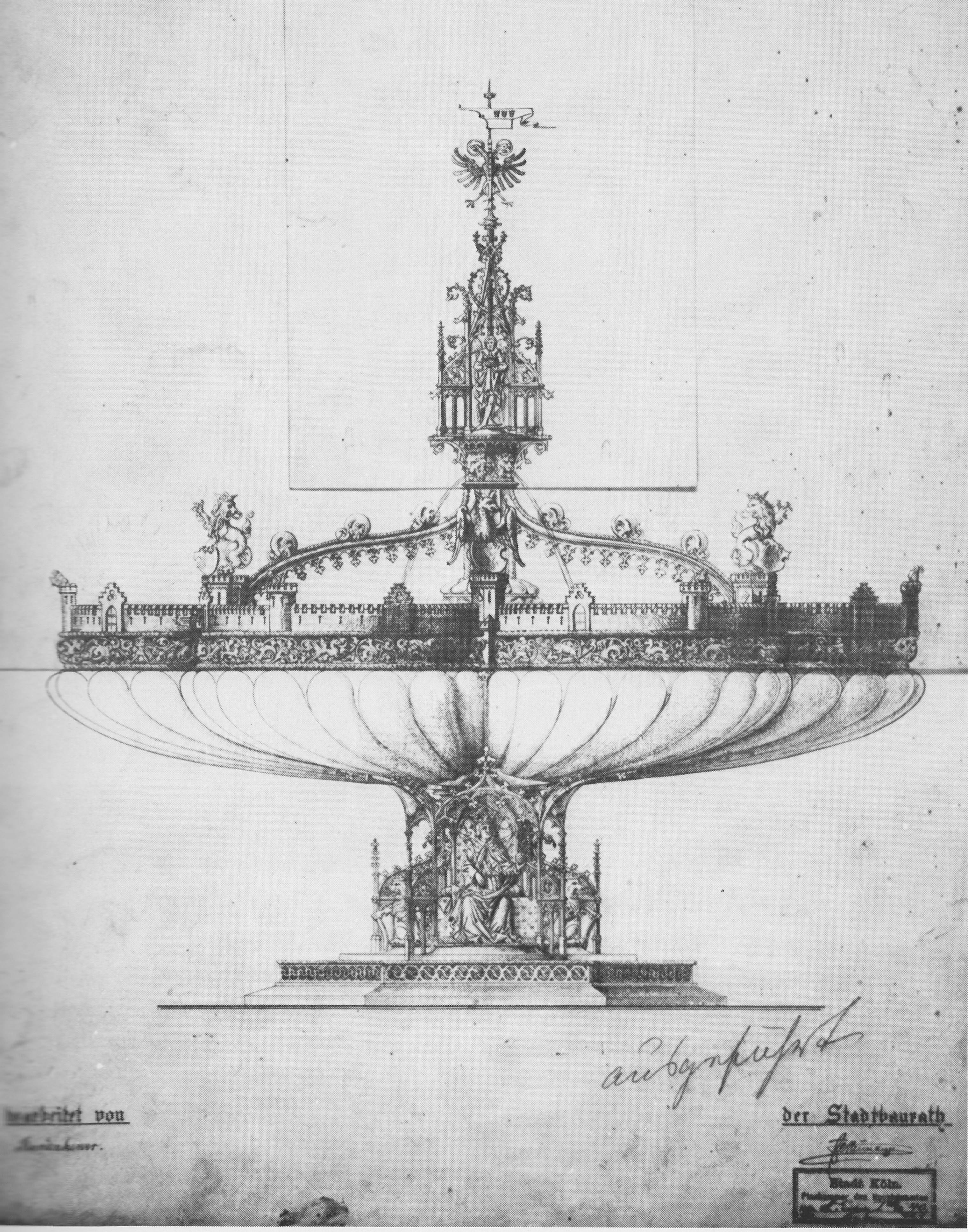
Gabriel Hermeling, Entwurf für einen Tischbrunnen zum Kölner Ratssilber, 1897

Das Kölner Ratssilber besteht hauptsächlich aus um 1900 angefertigten neugotischen Objekten. Ältere Bestände sind mit einer einzigen Ausnahme verloren.
1370 sind Reparaturen am Ratssilber archivalisch belegt. Bis 1445 muss es ein paar Kannen, eine Anzahl Schalen, Mischgefäße und wenige Becher oder Pokale gegeben haben. Noch spärlicher sind die Nachrichten aus den folgenden Jahrhunderten. Erst 1795 wird vom Einschmelzen des Ratssilbers berichtet, aus dem aber nur 748 Gulden erlöst wurden. Ein einziger Pokal (Köln, um 1720), heute im Berliner Kunstgewerbemuseum, entging diesem Akt. Ein süddeutscher Pokal mit Darstellung der Alexanderschlacht von 1674 wurde 1848 vom Rat benutzt, kam aber erst 1866 in städtischen Besitz. Ab 1890 (Kaiserpokal) wurde ein neuer Ratssilberschatz zusammengetragen, der prunkvollste unter allen jüngeren Ensembles seiner Art. Die vom Rat 1897 bis 1905 aus großbürgerlichen Stiftungsmitteln ermöglichten Aufträge (Goldenes Buch, Tintenfass, Kronprinzenbecher, Tafelaufsätze, Girandolen, Bestecke und Tafelgeschirr) sind im neugotischen Stil gehalten, da als Ort der Benutzung nur der mittelalterliche Festsaal Kölns, der Gürzenich, infrage kam. Jugendstilformen zeigen erst die wenigen Zugänge um 1913. Von drei Tafelaufsätzen aus dem Jahr 1929 im Stil des Art déco sind zwei wegen ihrer Stiftung durch einen jüdischen Bürger und/oder als Beispiele für Entartete Kunst unter der nationalsozialistischen Herrschaft vernichtet worden.

### Lübeck

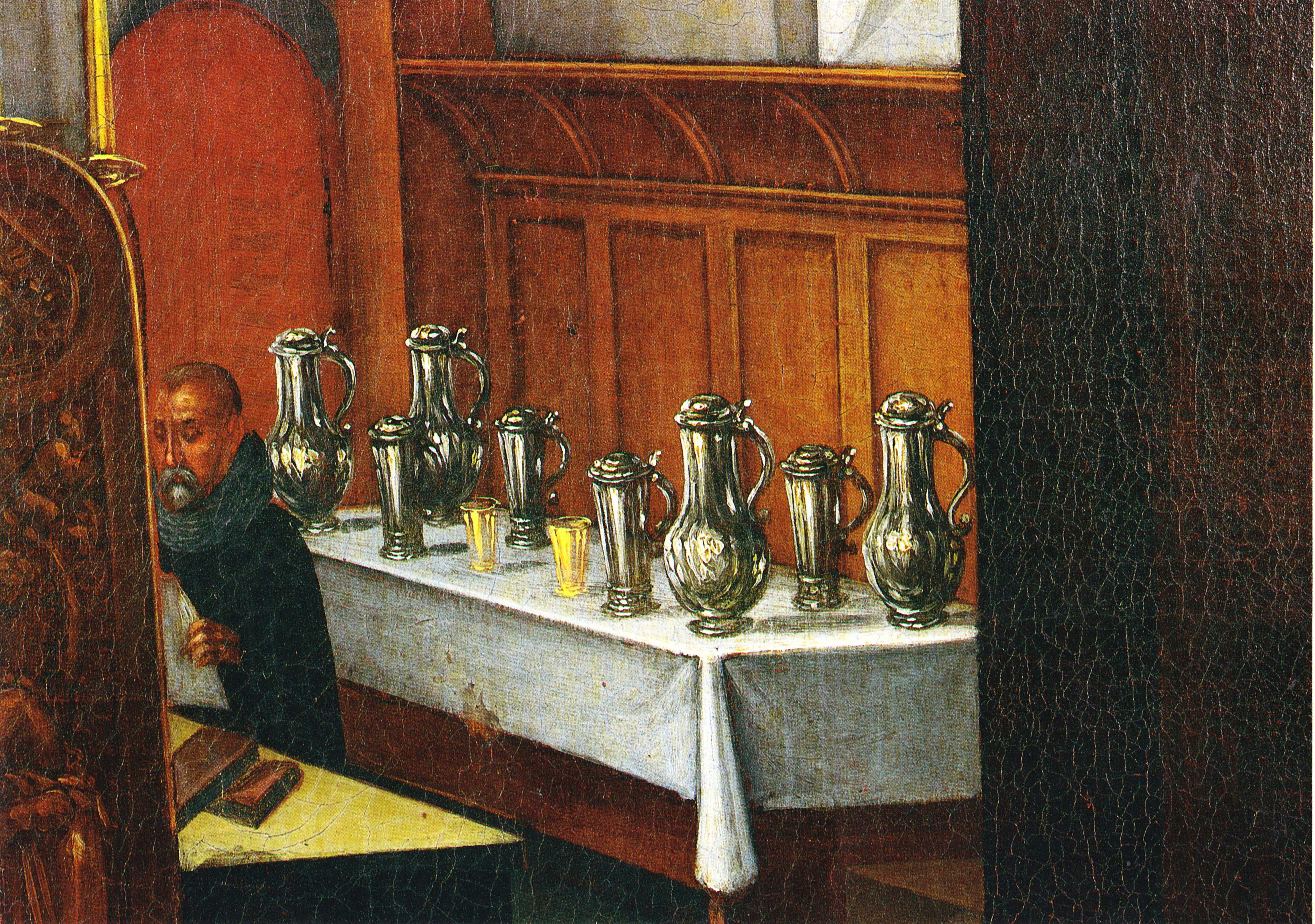
Aufstellung (eines Teils ?) des Lübecker Ratssilbers aus Anlass einer Gerichtssitzung, Detail aus einem Gemälde des H. v. Hemssen, 1625

Die älteste Liste von 146 mit 13 zum Ratssilber gehörenden Stücken zählt auf: 2 Kannen, 2 Schalen („Schauer“), 2 Doppelpokale, 2 Becher, 3 Konfektschalen mit Schäufelchen. 1505 und 1540 kamen weitere Becher und Kannen hinzu. Ein Inventar von 1559 beschreibt eine fünfstufige Kredenz zur wirkungsvollen Präsentation des Geschirrs. Anlässe für eine solche Aufstellung waren die Hansetage, der St.-Peterstag, an dem jeweils der neue Senat gesetzt wurde und andere wichtige Sitzungstage oder Empfänge. 1806 versteigerte die verschuldete Stadt die 232 Teile des Ratsschatzes und erlöste einen Betrag in Größenordnung des Materialwertes. „Offensichtlich entsprach die starke Vergoldung der alten Pokale und Gefäße nicht mehr dem Geschmack der Zeit. Ebenso hatte der Sammlerwert historischer Gefäße der Spätgotik und der Renaissance zu diesem Zeitpunkt noch nicht die Bedeutung, die er um die Mitte des Jahrhunderts gewinnen sollte.“
Nachdem der Senat sich bis gegen Ende des Jahrhunderts für repräsentative Tischdekorationen mit Leihgaben beholfen hatte, erwarb er 1903 einen Prunkpokal. Diesem Auftakt folgte eine Reihe von Stiftungen durch Bürger und Firmen in Form von Pokalen, Bechern und Jardinièren. Keines der historisierenden Stücke lässt auch nur Anklänge an den Stilwandel um 1900 erkennen und selbst der Entwurf des Jugendstilkünstlers Heinrich Vogeler für ein Ratsbesteck fiel noch 1908 dermaßen konventionell aus, dass Entwerfer und Auftraggeber dafür in der Tagespresse scharf kritisiert wurden.

### Lüneburg
Zum Lüneburger Ratssilber gehören heute 37 außerordentlich prächtige Stücke aus der Zeit zwischen der Mitte des 15. und dem Anfang des 17. Jahrhunderts. Diese Jahre waren die Zeit des größten Reichtums der durch Salzgewinnung mächtig gewordenen Stadt. Trotz erheblicher Verluste bildet dieser Schatz das weitaus umfangreichste Ensemble bürgerlicher Goldschmiedekunst jener Epoche. Als herausragende Stücke sind zu nennen: der Bürgereidkristall von 1443 des Hans von Laffert, ein kapellenförmiges Reliquiar, auf das die Neubürger den Bürgereid ablegten, das (allerdings seit 1945 verschollene) silbermontierte Trinkhorn aus Elfenbein von 1446 und die große, silberne Statue der Muttergottes, um 1510.
Um 1611 hatte das Ratssilber mit rund 100 Schalen, 50 Pokalen, sowie Kannen, Bechern und anderem Tischgerät, zusammen 253 Stücken, seinen größten Umfang angenommen. Aufbewahrt wurde der Schatz in den Schenkschieven des Rathauses, verschließbaren Möbeln, auf deren geöffneter Klappe das Silber bei festlichen Anlässen zur Schau gestellt wurde. Vom Dreißigjährigen Krieg bis 1694 war der Bestand auf den heutigen Umfang geschrumpft. Das ganze 19. Jahrhundert hindurch andauernde Erörterungen um eine Veräußerung auch des Restes endeten 1874 mit einem Verkauf an das Berliner Gewerbemuseum. Der aus den 660.000 Mark errichtete Ratssilberfond fiel 1923 der Inflation zum Opfer.
Der originale Bestand ist auch heute noch im Berliner Kunstgewerbemuseum ausgestellt. Im Lüneburger Rathaus zeigt man die 1874 angefertigten galvanoplastischen Repliken.

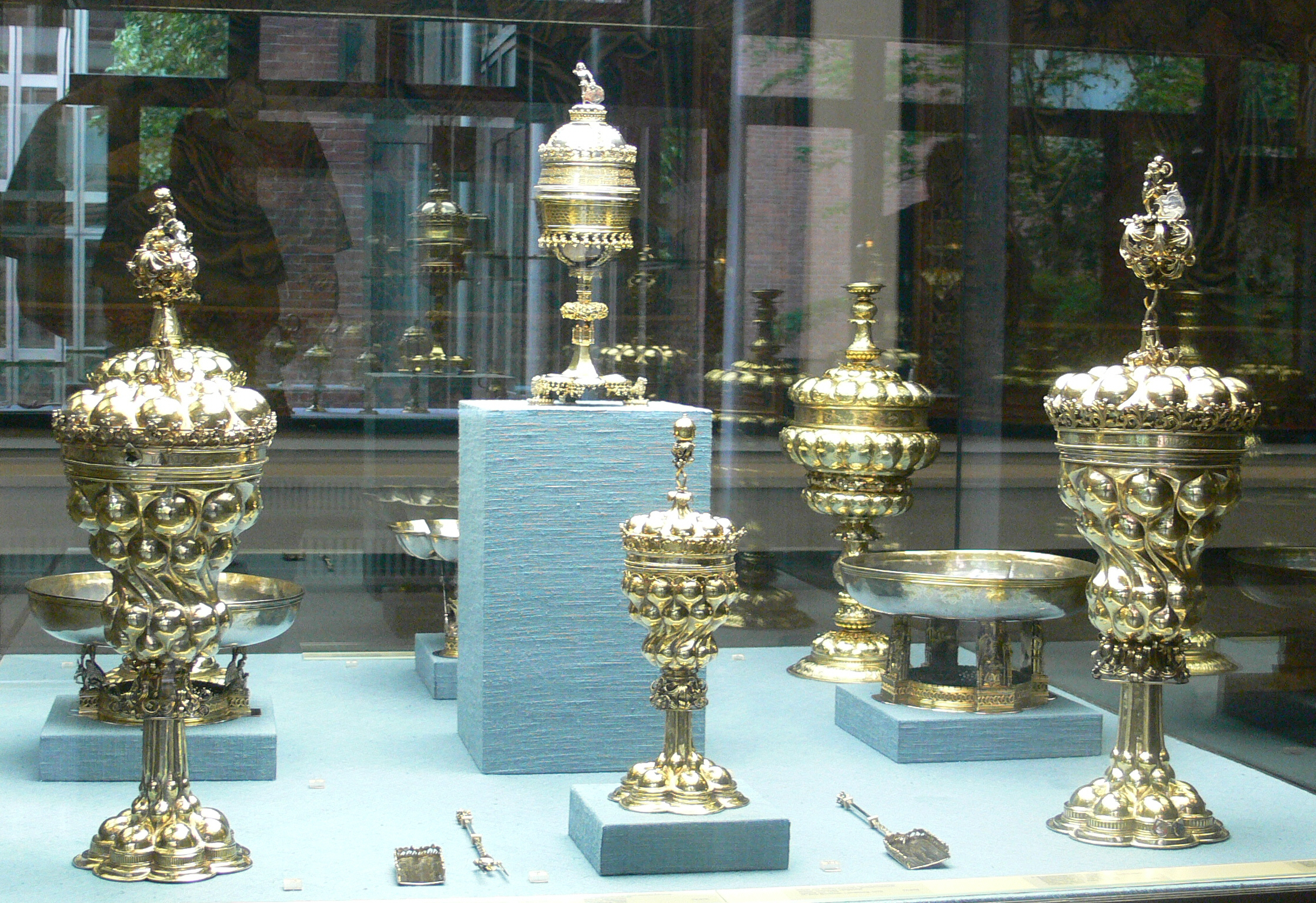
Pokale des Lüneburger Ratssilbers in der Aufstellung des Berliner Kunstgewerbemuseums, 2010
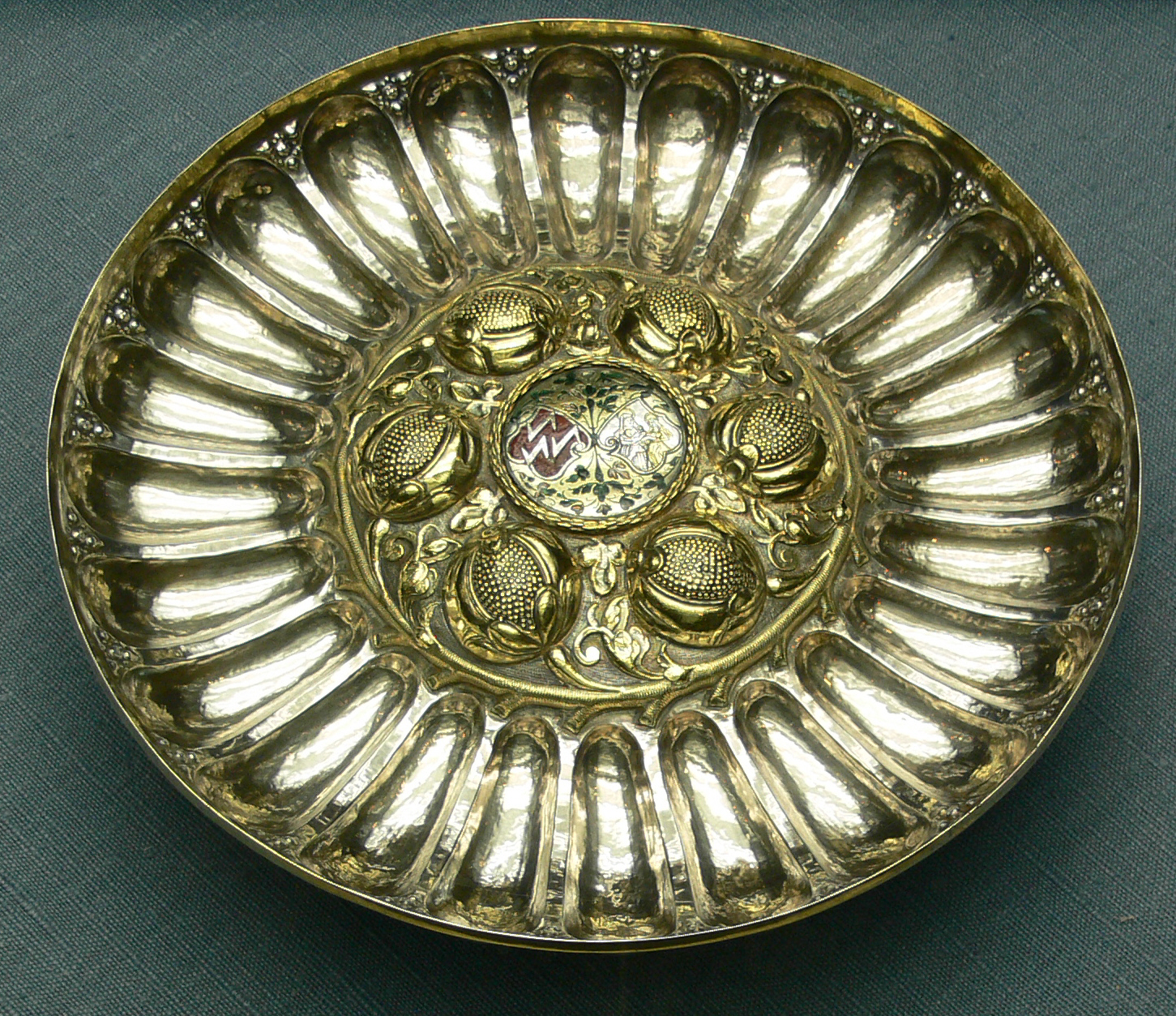
Konfektschale aus dem Lüneburger Ratssilber, heute im Kunstgewerbemuseum Berlin, Lüneburg, um 1535, Inv. Nr. 1874, 399
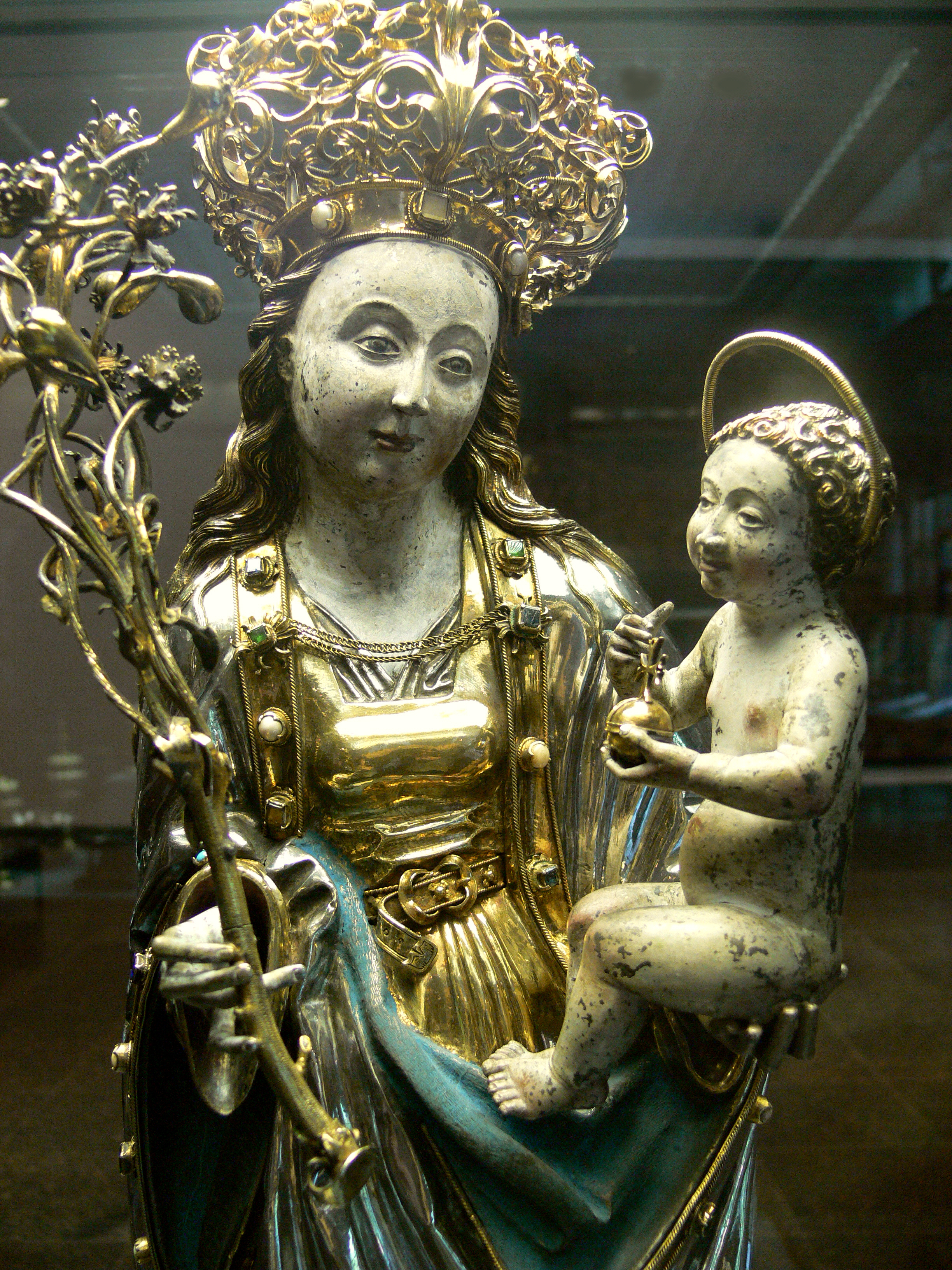
Maria mit Kind, Lüneburg um 1510; teilvergoldet, kalt bemalt, Halbedelsteine und Perlen
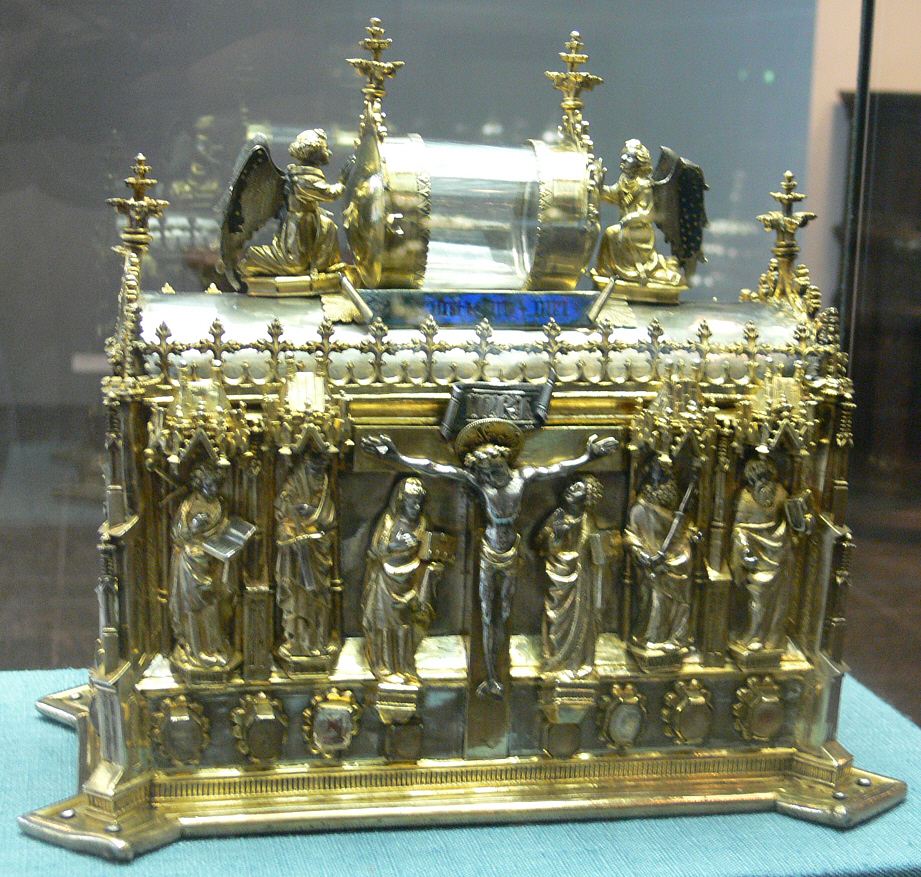
Reliquiar („Bürgereidkristall“), Hans von Lafferde, Lüneburg 1443, Inv. Nr. 1874,371
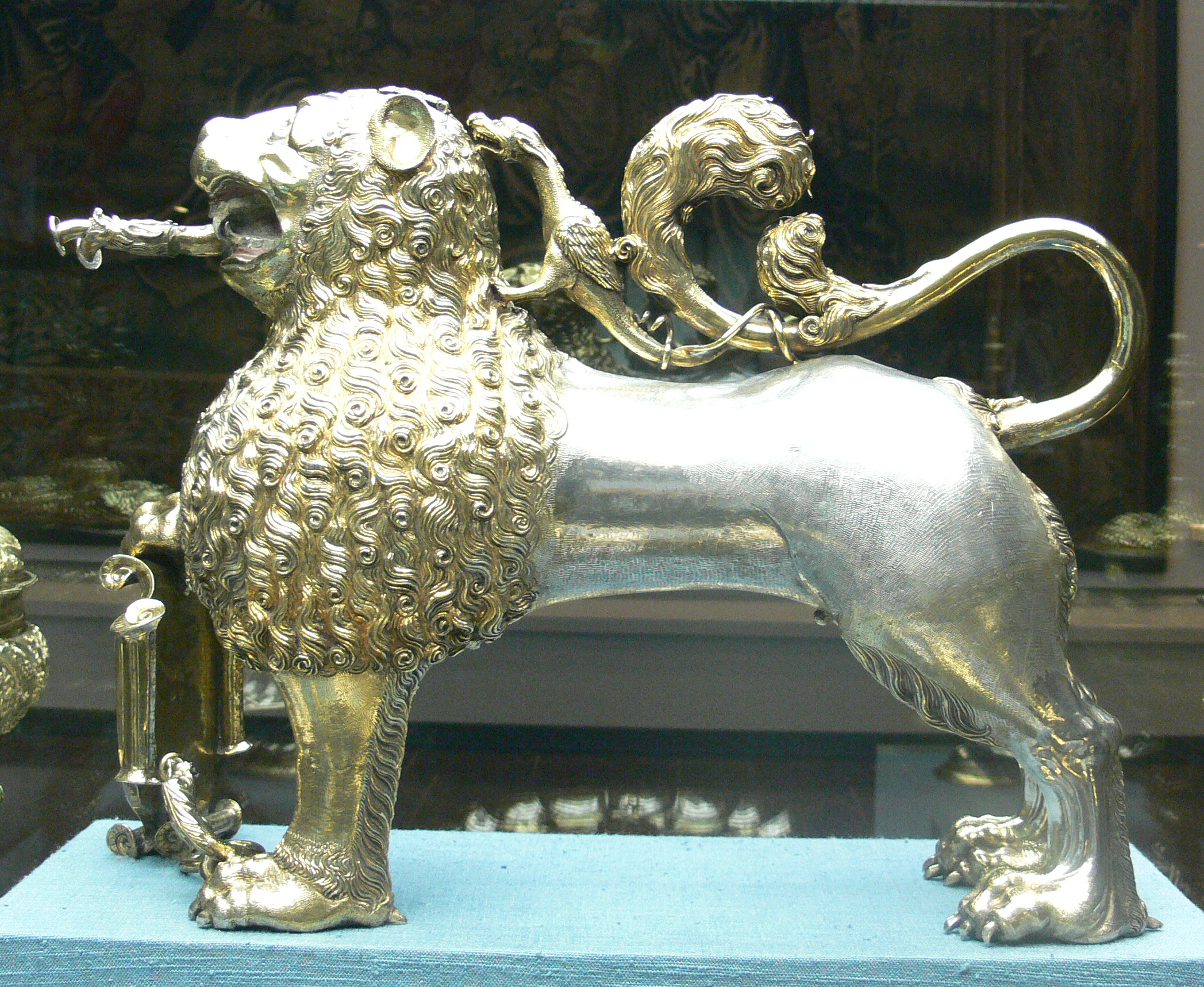
Großer Gießlöwe mit Drachen und Schlange aus dem Lüneburger Ratssilber; Stifterwappen Heinrich Stöterogge, Lüneburg 1540
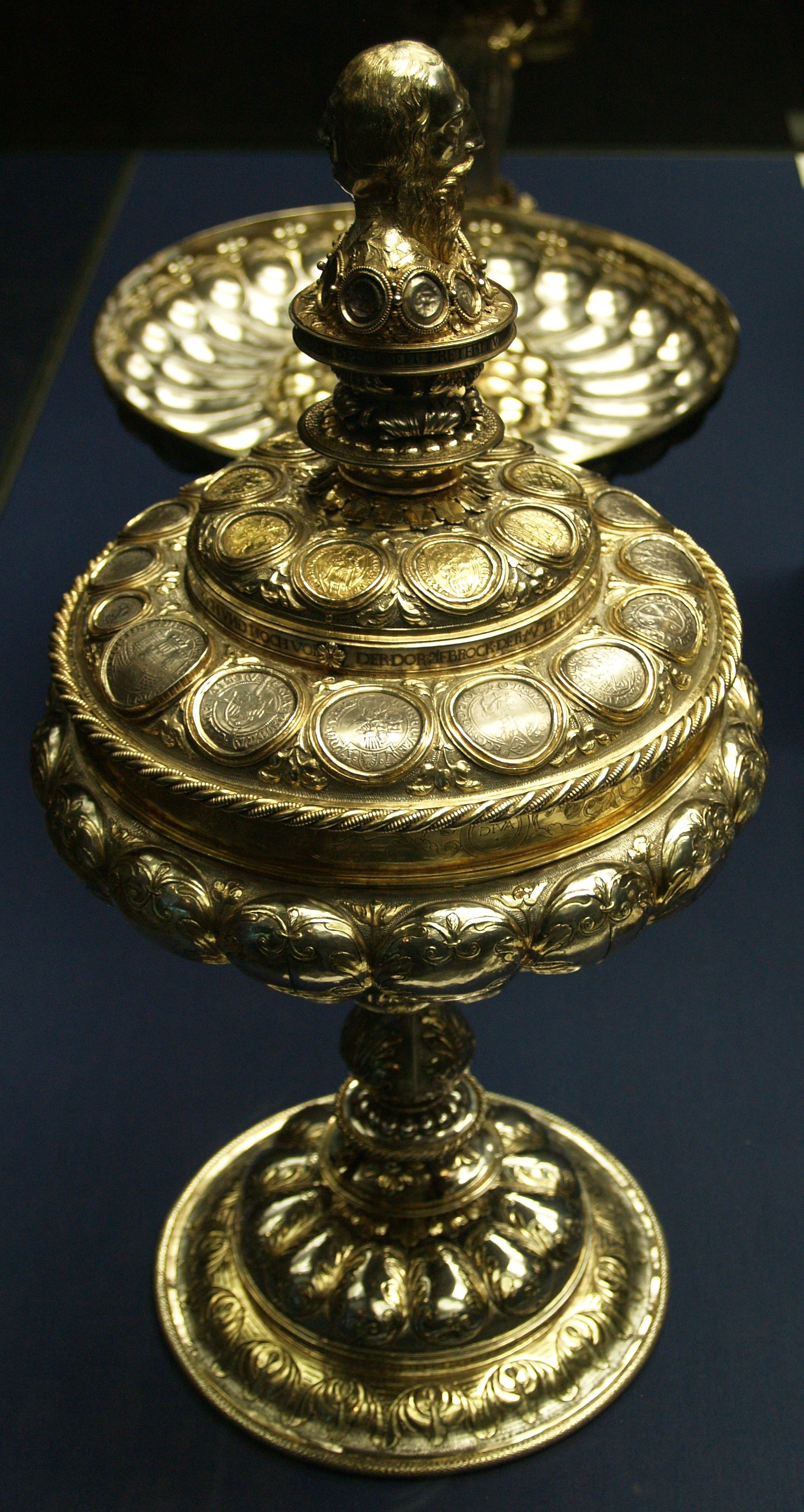
Münzpokal, Jochim Worm (?), 1536, Inv. Nr. 1874,384
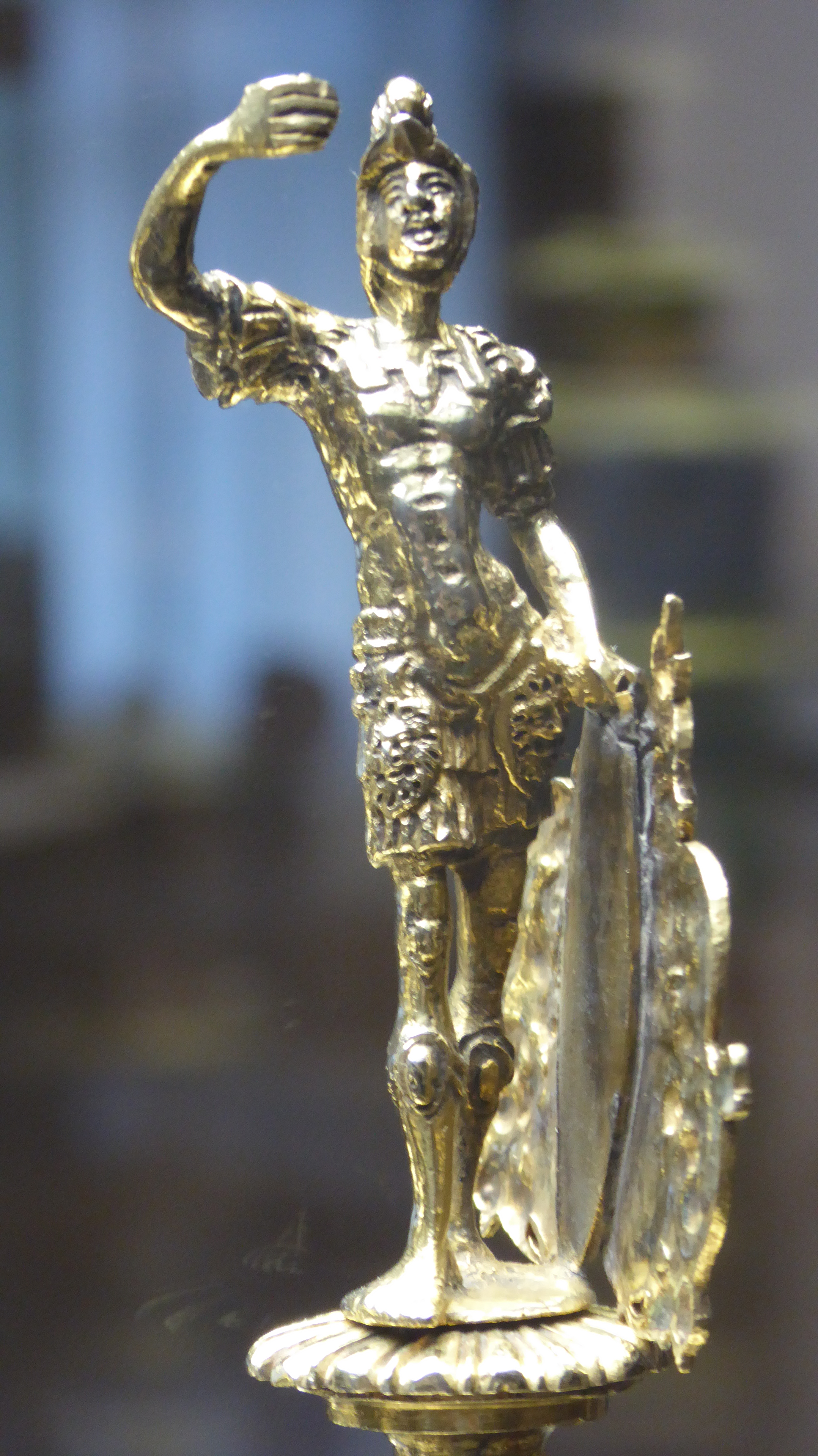
Bekrönung des Jagdpokals, Tönnies Dierssen, Lüneburg um 1580–90
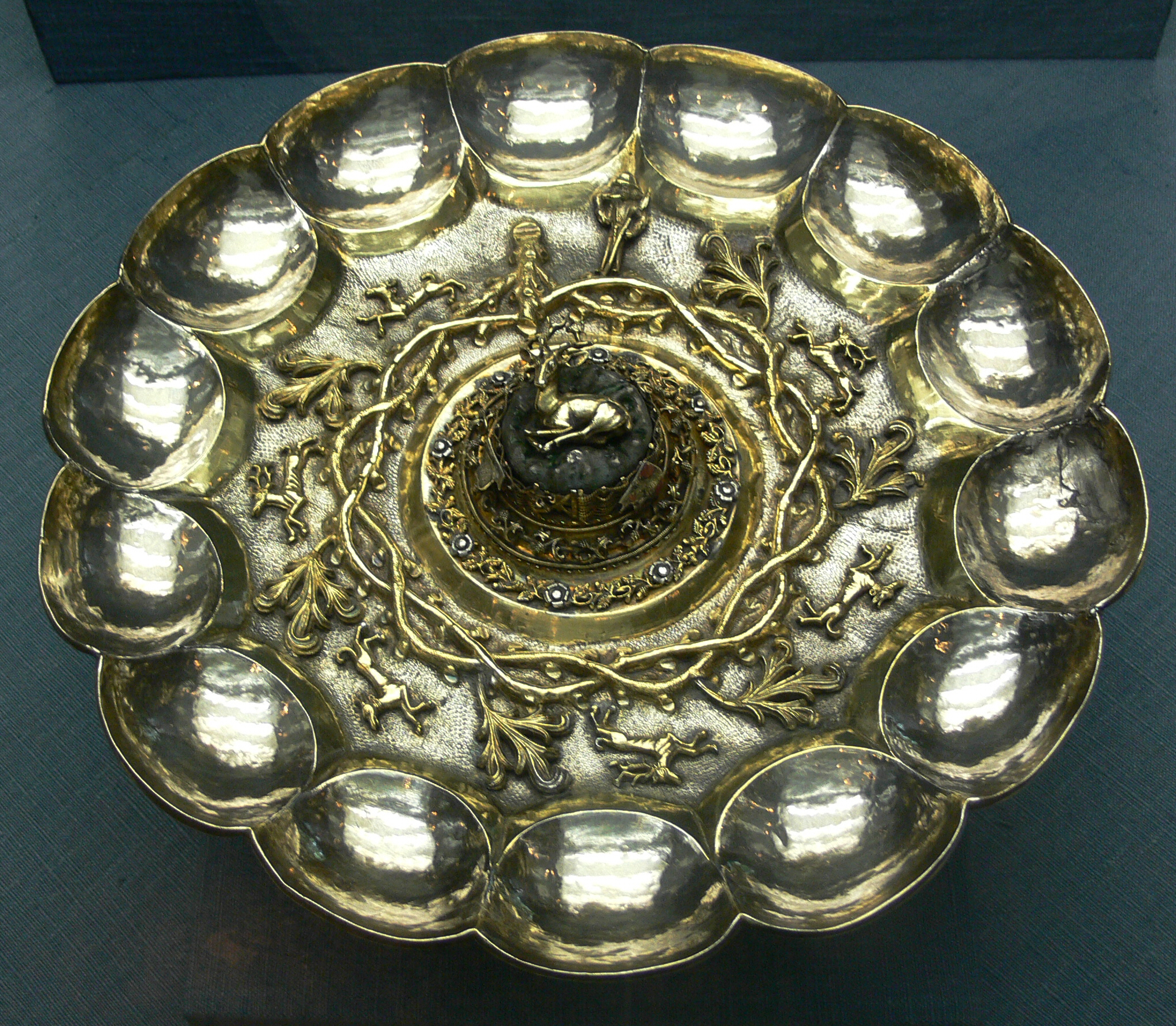
Fußschale mit Hirsch im Gehege, Lüneburg um 1500, Inv. Nr. 1874,396
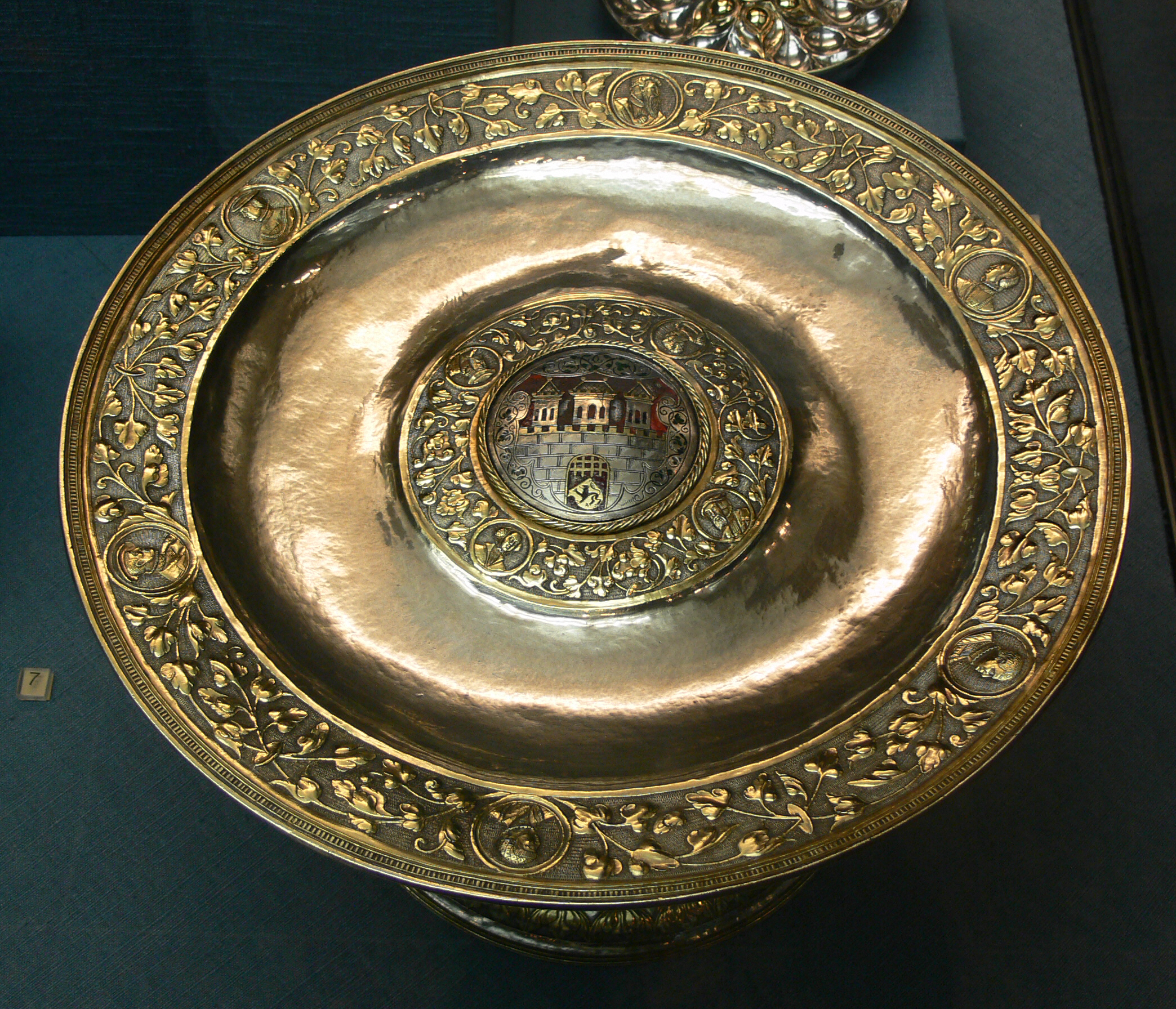
Eine von zwei Konfektschalen mit Lüneburger Stadtwappen und Bildnismedaillons Silber, Lutke Olrikes, Lüneburg 1541, Inv. Nr. 1874,402 oder 1874,403
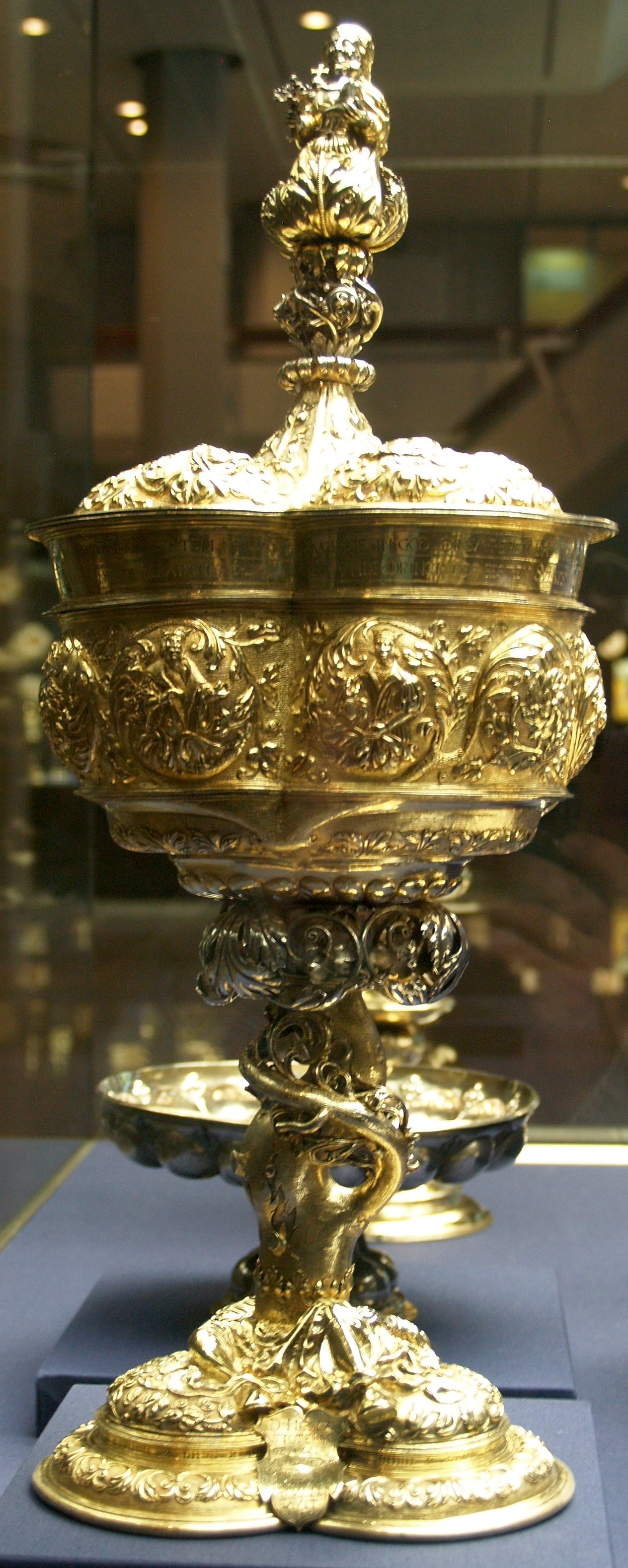
Pokal mit Stammbaum Christi, Franz Gruwel (?), Inv. Nr. 1874,381

### Mölln
Zu den silbernen Trinkgefäßen im Möllner Rathaus gehören: ein Deckelpokal von 1581, der „Feuergrevenbecher“, ein Hamburger Akeleipokal von 1646 sowie zehn gleiche Lübecker Becher von 1677.

### Osnabrück
Die sechs im Rathaus ausgestellten Pokale des 16. und 17. Jahrhunderts bilden unter den über Jahrhunderte am gleichen Ort verbliebenen Ratssilberschätzen den umfangreichsten Bestand. Dieser bildet mit dem Emdener Ratsschatz, die einzigen beiden Ratsschätze im Norddeutschen Raum, welche überhaupt im Original erhalten sind. Der ebenfalls dort aufbewahrte mittelalterliche Kaiserpokal gehörte nicht ursprünglich zum Ratssilber.

### Stuttgart
Im Stadtmuseum Stuttgart befindet sich heute ein Silberpokal aus dem Ratssilber der Stadt Stuttgart in Form eines Löwen. Er wurde 1648 als Teil der Lindenspür-Mahlzeit gestiftet. Der ehemalige Bürgermeister Wolff Friedrich Lindenspür (1581–1651) verfügte, dass aus dieser Stiftung eine jährlich auszurichtende »christliche und ehrliche Mahlzeit« ausgegeben werden sollte. Für den Umtrunk stiftete er diesen von Jeremias Pfeffenhäuser (1617–1677) gefertigten Becher. Am gleichen Ort ist auch ein vom „Stuttgarter Rössle“ gekrönter Tafelaufsatz, der 1905 für das Neue Rathaus gefertigt wurde, ausgestellt.

### Wuppertal
Ein kleines, aber in seinen neogotischen Formen stilistisch einheitliches Ratssilberensemble kam 1900 aus Stiftungen im neu erbauten Elberfelder Rathaus zusammen, um Kaiser Wilhelm II. zur Einweihung angemessen empfangen zu können: ein Goldenes Buch mit Tintenfass, ein Prunkbecher, ein Tafelaufsatz, zwei Leuchter und 1901 noch zwei Schalen. Nicht ständig zugänglich.

### Weitere Städte
Aus weiteren Städten sind kleinere, z. T. noch unpublizierte Ensembles und Einzelstücke nachgewiesen.

### Allgemeines
- Carl-Wolfgang Schümann: Orfevrerie fantastique: tresors des villes allemandes (fin 19e siècle). Ausstellungspublikation der Europalia 77, Brüssel 1977.
- Lorenz Seelig:  Silber für Rat und Zunft, In: Bürgertum und Kunst in der Neuzeit, hg. Von Hans Ulrich Thamer (= Städteforschung, Reihe A, Bd. 57), Münster 2002, S. 231–266. (mit umfassenden Literaturangaben)
- Nikolaus Gussone: Das Ratssilber. Geschichte-Gebrauch-Gestalt, In: Stefan Bursche: Das Lüneburger Ratssilber, Bestandskatalog des Kunstgewerbemuseums Berlin, Berlin 1990, S. 24–33
- M. Meinz: Ratssilber in niedersächsischen Städten, In: Stadt im Wandel-Kunst und Kultur des Bürgertums in Norddeutschland 1150–1650, Ausstellungskatalog Braunschweig, Stuttgart 1985, Bd. 3, S. 661 ff